# Дельта Окаванго
Дельта Окаванго (англ. Okavango Delta) — крупная внутренняя дельта реки Окаванго, не имеющей стока в мировой океан. Находится на территории Ботсваны.'Дельта заболочена и мелководна, это главный источник воды в этом регионе, примыкающем к пустыне Калахари. Окаванго берёт начало на возвышенностях Анголы.

## Происхождение
Дельта Окаванго — это остатки крупной речной системы древнего озера Макгадикгади, постепенно иссохшего ещё около 10 000 лет назад. Площадь современных остаточных водоёмов — около 15 000 км², которые во время разлива после дождей могут достигать 22 000 км². Ежегодный приток воды в дельту — порядка 11 км³. Часть вод в полноводные годы прорывается к югу и питает озеро Нгами.

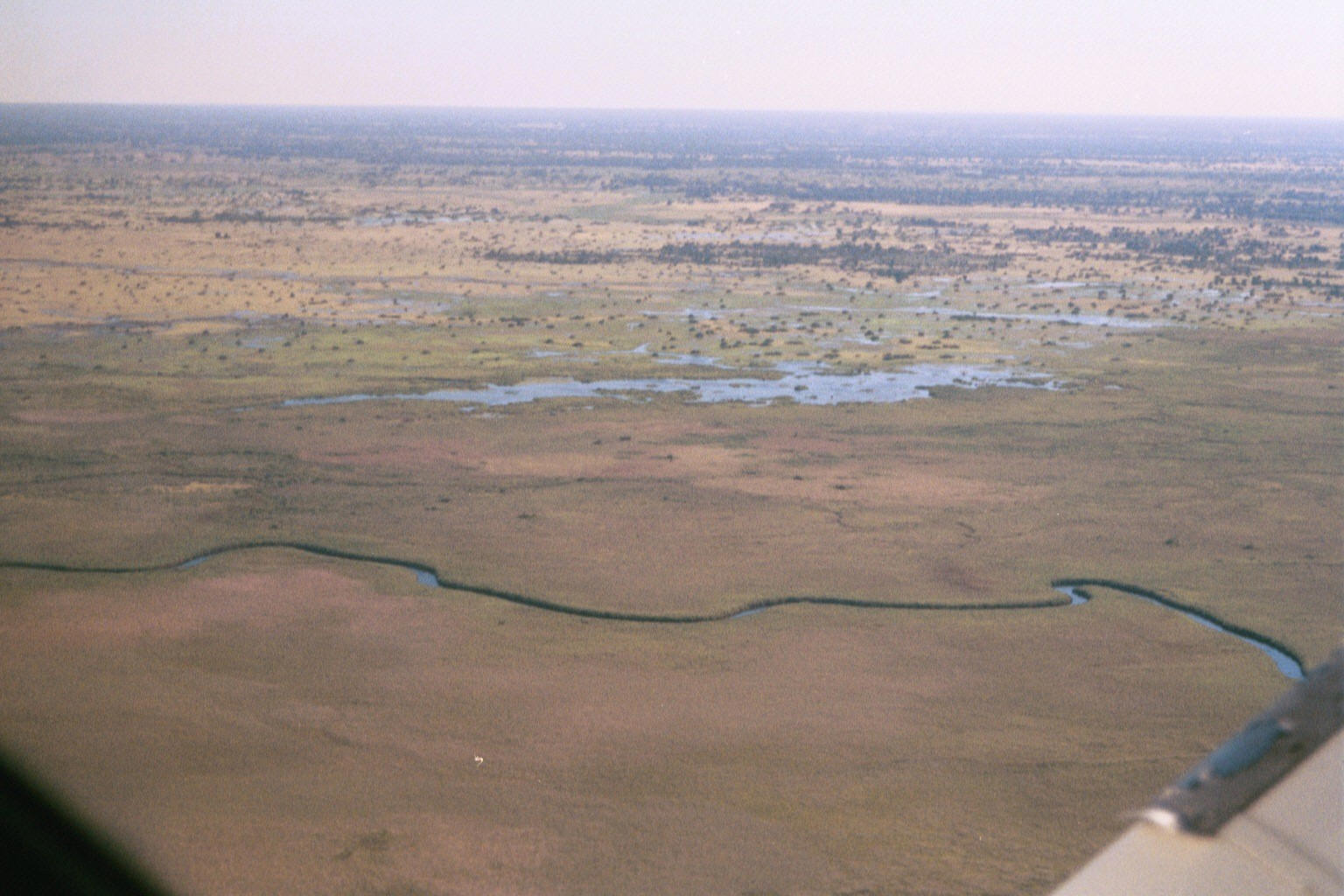
Вид на дельту с высоты около 400 метров

## Флора
Дельта стала прибежищем для разнообразных растений. Верхняя часть дельты покрыта густыми зарослями тростника, в которых доминирует папирус. Тут же встречаются участки, постоянно покрытые водой, где растет множество кувшинок.
В низовьях дельты Окаванго заросли тростника уступают место колючим зарослям акации и пойменным лугам.

## Фауна

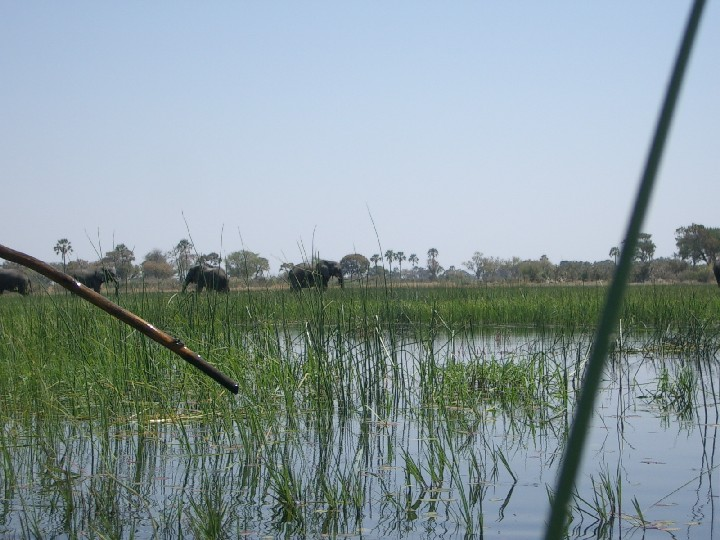
Слоны в дельте Окаванго, снимок из лодки

Окаванго идеально подходит для различных животных, в том числе бегемота, крокодила и нескольких видов антилоп. Из них особенно примечательна ситатунга, приспособившаяся к жизни среди воды и обитающая главным образом в наиболее непроходимых областях дельты Окаванго и в других сходных районах Африки. Другое семейство антилоп, даже более специфичное для Южной Африки, тоже приспособившееся к водной среде — водяные козлы, представленные болотным козлом, пуку и личи. Дельта Окаванго демонстрирует самую большую концентрацию рыжих личи, здесь, на затопленных лугах, их обитает по меньшей мере 20 000 особей.
Заросли тростника и участки открытой воды приютили большое количество разнообразных птиц, в том числе несколько редчайших африканских видов. В этих местах охотится живописный африканский коршун-рыболов, с его незабываемым пронзительным криком, а наряду с ним и другие виды, в частности, пчелоед, изумрудный зимородок, несколько видов цапли и белой цапли и африканская рыбная сова.
Низовья дельты Окаванго притягивают кочующие стада степных животных, таких как зебры, буйволы, слоны и антилопы. Среди хищников, приходящих вслед за этими стадами, — львы, леопарды и гиены. На травянистых равнинах живут местные племена тсвана и гереро, традиционно занимающиеся скотоводством.